# Lázaro Cárdenas Batel
Lázaro Cárdenas Batel (Jiquilpan, Michoacán; 2 de abril de 1964) es un político y etnohistoriador mexicano, miembro del partido Morena. Es el Jefe de Oficina de la Presidencia de la República desde el 1 de octubre de 2024 durante el gobierno de Claudia Sheinbaum.
Anteriormente, se desempeñó como coordinador de asesores del presidente Andrés Manuel López Obrador desde 2018 hasta 2023, gobernador de Michoacán de 2002 a 2008, senador de la República de 2000 a 2001 y diputado federal de 1997 a 2000.

## Biografía
Lázaro Cárdenas Batel es hijo de Cuauhtémoc Cárdenas, y a su vez, nieto del expresidente Lázaro Cárdenas.

## Trayectoria académica
Estudió Etnohistoria en la Escuela Nacional de Antropología e Historia del Instituto Nacional de Antropología e Historia de 1983 a 1987. 

## Trayectoria política
Participó en la formación del Frente Democrático Nacional entre 1987 y 1988 y es miembro fundador del Partido de la Revolución Democrática. 
En sus actividades políticas destaca su participación como Delegado del PRD en las reuniones del Foro São Paulo, entre 1990 y 1998. Fue diputado federal por el XII Distrito Electoral de Michoacán, Apatzingán, de 1997 al 2000, y fue coordinador de los diputados federales de Michoacán del PRD en la LVI Legislatura Federal. En esta tribuna fue miembro de la Comisión de Relaciones Exteriores, Asuntos Indígenas y Cultura. En 1998 presentó una iniciativa a favor de que los mexicanos residentes en el exterior pudieran votar en las elecciones mexicanas.
En el año 2000 fue elegido senador de la República, por el Estado de Michoacán. Fue integrante de las comisiones de Asuntos Indígenas, América Latina y el Caribe y Relaciones Exteriores. Presidió la Comisión de Organizaciones No Gubernamentales Internacionales.
Como diputado y senador, participó en los trabajos del Parlamento Latinoamericano, donde presidió la Comisión de Asuntos Políticos.
En el año 2001 ganó la gubernatura de Michoacán y se convirtió en el primer gobernador no priista de dicho estado. Su periodo de gobierno concluyó en 2008.
Lázaro Cárdenas Batel es un Asesor Principal en la Oficina en Washington para Asuntos Latinoamericanos (WOLA), y anteriormente fue parte de la junta de directores de WOLA. El señor Cárdenas es un experto en migración y procesos electorales en Latinoamérica. También ha sido académico del Woodrow Wilson Center y miembro del Consejo Asesor del Programa de Latinoamérica en el Wilson Center, además de Jefe de Misión de numerosas observaciones electorales por parte de la Organización de los Estados Americanos (OEA).
El 21 de agosto de 2018, el presidente electo Andrés Manuel López Obrador lo dio a conocer como Jefe de Asesores para su gobierno.
En marzo de 2023, Cárdenas Batel renunció a la  Coordinación de Asesores de la Presidencia de la República para tomar el cargo como secretario permanente de la Comunidad de Estados Latinoamericanos y Caribeños (Celac).